# Tommy Millar
Thomas Thomson Millar, meglio conosciuto come Tommy Millar (Edimburgo, 3 dicembre 1938 – Edimburgo, 29 luglio 2001), è stato un calciatore scozzese, di ruolo difensore.

## Carriera
Millar, dopo essersi formato in vari piccoli club scozzesi, tra cui il Bo'ness Utd, inizia la carriera con gli inglesi del Colchester Utd, club inglese di terza serie. Esordisce con il Colchester il 16 aprile 1960 nella vittoria per 2-1 contro il Bradford City. Con il suo club retrocede in quarta serie al termine della Third Division 1960-1961, e lascia il biancoblu nel corso della Fourth Division 1961-1962.
Nel marzo 1962 torna in Scozia per giocare nel Dundee Utd. Con gli Arabs, sotto la guida di Jerry Kerr, vince tre Forfarshire Cup oltre ad ottenere come miglior piazzamento due quinto posto nella Scottish Division One 1965-1966 e 1968-1969.
Con il suo club partecipò alla Coppa delle Fiere 1966-1967, ove eliminò nei sedicesimi di finale i campioni in carica del Barcellona, prima squadra scozzese a vincere in una trasferta in Spagna, ma venendo eliminato nel turno successivo dagli italiani della Juventus. Nel 2014 è stato inserito nella hall of fame del club.
Nell'estate 1967 con gli scozzesi disputò il campionato nordamericano organizzato dalla United Soccer Association: accadde infatti che tale campionato fu disputato da formazioni europee e sudamericane per conto delle franchigie ufficialmente iscritte al campionato, che per ragioni di tempo non avevano potuto allestire le proprie squadre. Il Dundee United rappresentò il Dallas Tornado, che concluse la Western Division al sesto ed ultimo posto.
Nel 1969 si trasferisce ai cadetti del Cowdenbeath, con cui ottiene la promozione in massima serie al termine della Scottish Division Two 1969-1970. La stagione seguente passa al Berwick Rangers, sempre tra icadetti, chiudendo il campionato al quattordicesimo posto. 
Nella 1971 passa all'Hamilton Academical, con cui ottiene il diciannovesimo ed ultimo posto della Scottish Division Two 1971-1972 e chiudendo la carriera agonistica al termine della stagione.
Successivamente fu allenatore del Penicuik Athletic.

## Palmarès
- Forfarshire Cup: 3

Dundee Utd: 1962-1963, 1964-1965, 1968-1969